# Pathé Wepler
Pour les articles homonymes, voir Wepler.
Le Pathé Wepler est un pôle de 11 salles de cinéma autour de la place de Clichy dans le 18e arrondissement de Paris, réparti entre deux sites :
- le côté Place (7 salles), ouvert en 1956, situé au 140, boulevard de Clichy ;
- et le côté Avenue (4 salles), ouvert en 1919, situé au 8, avenue de Clichy.

## Côté Place de Clichy

### Historique
En octobre 1954, la Société des Théâtres Cinématographiques Pathé rachète une partie de la brasserie Wepler afin d'entreprendre la construction d'un grand cinéma, à proximité de l'historique Gaumont Palace. Le Wepler Pathé, conçu par l'architecte Vladimir Scob, est inauguré le 21 septembre 1956 avec le film Trapèze de Carol Reed. Sa programmation est assurée en exclusivité avec le Berlitz et le Paris sur les Champs-Élysées.
Après la division du Marignan-Pathé en deux salles en 1968, Pathé Cinéma divise le Wepler l'année suivante. La deuxième salle, baptisée Caravelle, ouvre ses portes en septembre 1969.
En avril 1989, le circuit rachète le cinéma voisin Les Images, ouvert en 1938. Ses quatre salles permettent de porter la capacité du Pathé Wepler à six écrans. Afin de réduire les files d'attente, Pathé Cinéma supprime une des cinq séances habituelles du Wepler dès 1991.
Le Pathé Wepler connaît une profonde transformation en 1994. L'intérieur du cinéma est entièrement démoli et reconstruit, portant sa capacité à sept salles. En parallèle, le Pathé Clichy à proximité évolue également : ses salles côté 17e arrondissement (actuel Cinéma des cinéastes) sont cédées à l'ARP tandis que celles côté 18e deviennent des annexes du Pathé Wepler. Pour cela, le site est lui aussi reconstruit, portant sa capacité à cinq écrans. Ces grands travaux inspirent au cinéaste Jean-Jacques Beineix le court métrage Place Clichy sans complexe. Le « nouveau Wepler » ouvre en novembre 1994.
De 1994 à 2013, le Pathé Wepler est l'unique cinéma sous enseigne Pathé dans Paris. Ses espaces, salles et façade sont modernisés entre 2004 et 2005.	
En décembre 2012, Les Cinémas Gaumont Pathé expérimentent au Wepler leur première salle haut de gamme, dite « Pathé+ ». Elle rassemble une projection 4K en HFR, un son Dolby Atmos jusqu'alors inédit sur le territoire et un confort renforcé avec numérotation des sièges. L'expérience ne trouve pas son public et est arrêtée dès juillet 2013,.
En 2017, le cinéma est entièrement restructuré par les architectes de l'agence Loci Anima (dont les bureaux occupent le dernier étage du Pathé Wepler) avec le designer Ora-ïto. La nouvelle façade, dotée d'un écran LED, est conçue avec une pièce composite en fibres de lin, habituellement réservée aux coques de bateaux,. Une salle 4DX vient enrichir le Pathé Wepler (côté Place) l'année suivante.

## Côté Avenue de Clichy

### Historique
L'origine du Pathé Wepler (côté Avenue) est bien plus ancienne que celle du côté Place. Le Métropole, premier cinéma à cet emplacement, ouvre le 20 décembre 1919. Il remplace un restaurant, connu pour avoir accueilli les combats de boxe du Premierland avant-guerre.
Peu de temps après son ouverture, le Métropole est repris par la société américaine Select Pictures du producteur Lewis J. Selznick. Le cinéma, géré par le circuit Fournier-Lutetia, devient le Select en mai 1920 et la filiale française Select Distribution s'installe dans les étages supérieurs du bâtiment.
Tandis qu'Universal Pictures absorbe la Select en faillite en 1924, la Société de gérance des cinémas Pathé prend le contrôle des salles Fournier-Lutetia en avril 1929,. Le Select devient le Select Pathé quelques mois plus tard puis Pathé rachète le circuit en juin 1930. Après la Libération, l'agence parisienne de la RKO s'installe au-dessus du cinéma de 1945 à 1946.
Le Select Pathé poursuit sa carrière de cinéma d'exclusivité, en association notamment avec le Paramount et le Palais Rochechouart. Il est scindé en trois salles en 1971, prenant le nom de Pathé Clichy. Deux ans plus tard, Pathé Cinéma fait l'acquisition du cinéma Les Mirages sur le trottoir d'en face (actuel Cinéma des cinéastes). Il est lui aussi scindé en trois, permettant de créer un pôle Pathé Clichy de six salles sur l'avenue de Clichy.
En 1994, le Pathé Clichy (anciennement Select) est entièrement réamenagé pour conduire à la création de cinq salles, rattachées au Pathé Wepler. L'autre Pathé Clichy (anciennement Les Mirages) est quant à lui cédé à l'ARP.
Après la rénovation des sept salles côté Place en 2017, le Pathé Wepler (côté Avenue) est restructuré à son tour en 2019 par l'agence Loci Anima et le designer Ora-ïto. Sa capacité est réduite de cinq à quatre salles afin d'améliorer le confort des spectateurs.

## Moyens d'accès
Le Pathé Wepler est desservi par la station Place de Clichy du métro de Paris (sur les lignes 2 et 13). Il est également accessible avec les bus 30, 54, 74, 80 et 95.